# Університет Піттсбурга
Університет Піттсбурга (англ. University of Pittsburgh), також відомий як Пітт (англ. Pitt), розташований у місті Піттсбург, штат Пенсільванія.
Університет Піттсбурга був заснований в 1787 році.
Українську мову в Піттсбурзькому університеті безперервно викладають уже понад 40 років. 
Кампус університету на сході межує з кампусом Університету Карнегі-Меллон.

## Випускники університету
В різні роки випускниками Університету Піттсбурга стали:
- Марія Бек — мер Детройту
- Маатаї Вангарі — кенійська активістка, лауреат Нобелівської премії миру (2004);
- Джин Келлі — американський актор, зірка мюзиклу Співаючи під дощем;
- Майкл Шабон — американський письменник, лауреат Пуліцерівської премії (2001);
- Ван Сяобо — китайський письменник.

## Факультети і школи Піттсбургського університету
До складу університету входять такі школи й факультети:
- School of Arts and Sciences;
- Business;
- Dental Medicine;
- Education;
- Swanson School on Engineering;
- General Studies;
- Health and Rehabilitation Sciences;
- Honors College;
- Information Sciences;
- Law;
- Medicine;
- Nursing;
- Pharmacy;
- Public and International Affairs;
- Public Health;
- Social work.[33]